# Listă de filme sovietice din 1934
- Filme sovietice din: 1933 — 1934 — 1935

Aceasta este o listă de filme produse în Uniunea Sovietică în 1934.
| Titlu                                | Titlu original                  | Regizor                       | Distribuție                                                           | Gen              | Note                                                                |
| ------------------------------------ | ------------------------------- | ----------------------------- | --------------------------------------------------------------------- | ---------------- | ------------------------------------------------------------------- |
| 1934                                 |                                 |                               |                                                                       |                  |                                                                     |
| Ceapaev                              | Чапаев                          | Vasilyev brothers             | Boris Babochkin, Boris Blinov                                         | Film de război   | Premiul pentru cel mai bun film la Festivalul de Film de la Moscova |
| Accordion                            | Гармонь                         | Igor Savchenko                | Zoya Fyodorova                                                        | Muzical, comedie |                                                                     |
| Boule de Suif                        | Пышка                           | Mikhail Romm                  | Galina Sergeyeva                                                      | Dramatic         |                                                                     |
| Crown Prince of the Republic         | Наследный принц Республики      | Eduard Ioganson               | Pyotr Kirillov                                                        | Comedie          |                                                                     |
| Dohunda                              | Дохунда                         | Lev Kuleshov                  | Kamil Yarmatov, T. Rakhmanova                                         | Dramatic         |                                                                     |
| The Four Visits of Samuel Wolfe      | Четыре визита Самюэля Вульфа    | Aleksandr Stolper             | Andrei Abrikosov                                                      | Dramatic         |                                                                     |
| Jolly Fellows                        | Весёлые ребята                  | Grigori Aleksandrov           | Lyubov Orlova, Leonid Utyosov                                         | Muzical          |                                                                     |
| Locotenentul Kije                    | Поручик Киже                    | Aleksandr Faintsimmer         | Mikhail Yanshin                                                       | Comedie          | [ 1 ] [ 2 ]                                                         |
| Marionettes                          | Марионетки                      | Yakov Protazanov              | Sergei Martinson, Anatoli Ktorov, Nikolai Radin, Valentina Tokarskaya | Comedie          |                                                                     |
| A Petersburg Night                   | Петербургская ночь              | Grigori Roshal, Vera Stroyeva | Lyubov Orlova                                                         | Dramatic         |                                                                     |
| The Private Life of Pyotr Vinogradov | Частная жизнь Петра Виноградова | Aleksandr Macheret            | Boris Livanov                                                         | Comedie          |                                                                     |
| Three Songs About Lenin              | Три песни о Ленине              | Dziga Vertov                  |                                                                       | Documentar       |                                                                     |

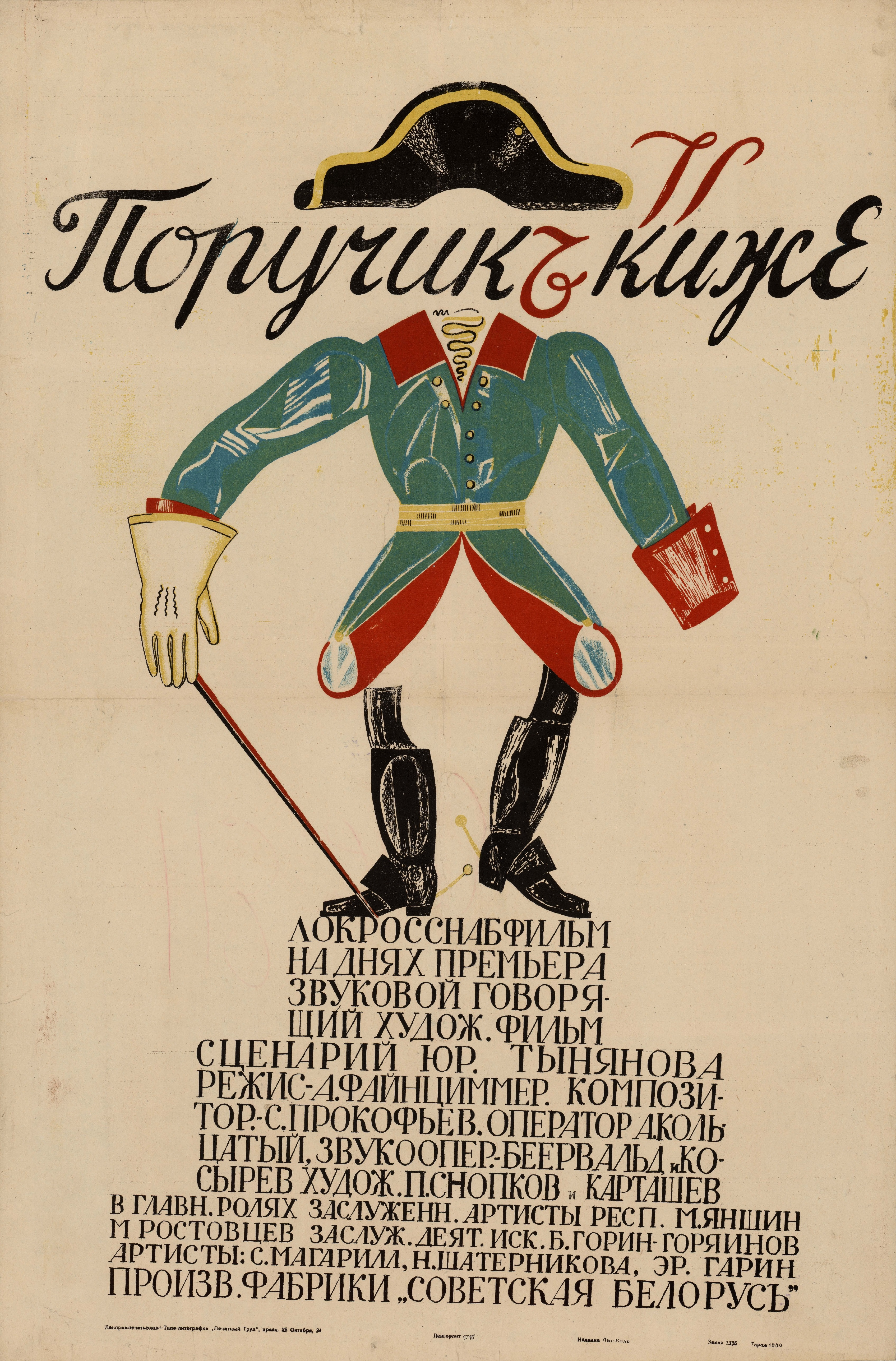
Afișul filmului Locotenentul Kije
- Filmul Locotenentul Kije
- Filmul Chapayev